# Katinka Baehr
Katinka Baehr (1969)  is een Nederlandse programmamaakster van radio- en televisieprogramma’s. 

## Opleiding
Na het gymnasium studeerde Katinka Baehr politicologie, Italiaans en Culturele Studies aan de Universiteit van Amsterdam. In Londen studeerde ze geschiedenis aan het Queen Mary College.

## Werk
Sinds 1995 maakt ze programma's voor VARA, NTR, KRO, AVRO en VPRO. In opdracht maakt ze programma’s voor maatschappelijke, culturele en wetenschappelijke organisaties als  NWO NWO, Provincie Gelderland; Gemeente Eindhoven; Nederlands Jeugdinstituut; Netwerk Democratie en het Rode Kruis.
Haar podcasts zijn vooral gemaakt voor NPO Radio 1. Op de radio is ze als maker en storytellingcoach verbonden aan het wekelijkse geschiedenisprogramma OVT van de VPRO. Voor OVT begeleidt ze makers van Het Spoor Terug.
Haar stem is te horen bij het programma Tegenlicht en als voice-over bij tv-afleveringen en webseries. Ook werkt ze voor het radioprogramma Argos.
Naast haar werk voor de publieke omroep maakt Baehr audioverhalen zoals voor het Tropenmuseum.
Baehr geeft sinds 2007 les aan de UvA, de RUG en de Fontys Hogeschool voor Journalistiek. 

## Podcasts en audiodocumentaires
- Jan en Christina - over fotograaf Jan Banning, die zich jarenlang inzette om een Amerikaanse vrouw uit de gevangenis te krijgen. Deze podcast werd door NRC uitgeroepen tot een van de 10 beste podcasts van het jaar.[6] [7]
- Pots - geïnspireerd op het Amerikaanse programma This American Life. Dit project won onder meer de Zilveren Reissmicrofoon
- Toendra - 30-delige serie over verhalen. De aflevering Jezus en de IND werd genomineerd voor de Prix Europa.
- Het leven - een gebruiksaanwijzing mensen delen hun dagelijkse en minder dagelijkse uitdagingen delen.
- Halt Na Twaalven – over sexting, ontwikkeld als onderdeel van voorlichting op scholen.
- De meisjes van de sigarenfabriek (2024) [8]

## Erkenning
Katinka Baehr won diverse nationale en internationale prijzen: 
- Zilveren Reissmicrofoon – Plots, VPRO (2013) [9]
- Jan Kassiesprijs – Plots, VPRO (2013)
- Geschiedenis Online Prijs – Digitaal museum ’s Heeren Loo, Studio Louter (2012)
- Prix Europa – 1 Minuutjes, NTR/Radiomakers Desmet (2012)
- Theodor Award – De Straatofoon, Solaparola (2012)
- Special Prix Europa – 1 Minuut, VPRO (2008)